# Claudia Troyo
Claudia Troyo  (Maravatío, Michoacán, Mexikó, 1977. június 20. –) mexikói színésznő.

## Élete és pályafutása
1977. június 20-án született Maravatíóban. Első szerepét 1998-ban játszotta. 2001-ben szerepet kapott a Szeretők és riválisok című sorozatban, ahol Mónica szerepét játszotta. 2006-ban a La verdad oculta című telenovellában Julieta Guillén szerepét játszotta. 2009-ben a Hasta que el dinero nos separe című telenovellában Susana Hadad szerepét játszotta Itatí Cantoral mellett, amiért TVyNovelas-díjra jelölték a Legjobb női mellékszereplő kategóriában.

## Filmográfia

### Telenovellák
- Simplemente María (2015) .... Estela Lozano
- Libre para amarte (2013) .... Olivia Garza León
- Una familia con suerte (2011-2012) .... Minerva
- Hasta que el dinero nos separe (2009-2010) .... Susana "Susanita" Hadad
- Muchachitas como tú (2007) .... María Lucía "Lucy" Montenegro
- La verdad oculta (2006) .... Julieta Guillen
- Piel de otoño (2005) .... Carmina
- Mujer de madera (2004-2005) .... Deborah "Déby" San Román
- A szerelem ösvényei (Las vías del amor) (2002) .... Claudia Jiménez
- Szeretők és riválisok (Amigas y rivales) (2001) .... Mónica Oviedo
- Mujeres engañadas (1999) .... Carolina
- Camila  (1998) .... Titkárnő
- A vipera (La mentira) (1998) .... Irazema
- Soñadoras – Szerelmes álmodozók (Soñadoras)  (1998) .... Rubén barátnője

### Sorozatok
- Mujeres asesinas 3 (2010) - Epizód: "Azucena, liberada"
- La rosa de guadalupe (2008)- María Amalía - Maricruz
- Mujer, casos de la vida real (2003-2007)